# Anthaxia lusitanica
Anthaxia lusitanica é uma espécie de insetos coleópteros polífagos pertencente à família Buprestidae.
A autoridade científica da espécie é Obenberger, tendo sido descrita no ano de 1943.
Trata-se de uma espécie presente no território português.